# Parafia Świętego Ducha w Inowrocławiu
Parafia Świętego Ducha – rzymskokatolicka parafia znajdująca się przy ulicy Jagiellońskiej 22 w Inowrocławiu. Parafia należy do dekanatu inowrocławskiego I w archidiecezji gnieźnieńskiej.

## Historia parafii
Parafia powstała 3 maja 1980 roku za wstawiennictwem kard. Stefana Wyszyńskiego. Budowę kościoła parafialnego rozpoczęto w 1982 roku. Świątynię wybudowano w stylu nowoczesnym według projektu inż. Adama Szymskiego.
Proboszczem parafii jest ks. Aleksander Sobczak.

## Dokumenty
Parafia prowadzi księgi metrykalne: 
- chrztów od 1979 roku
- małżeństw od 1979 roku
- zmarłych od 1979 roku

## Zasięg parafii
Ulice Inowrocławia na obszarze parafii: Cegielna nr. nieparzyste, Chrobrego 36–77, Czarnieckiego, Dąbrówki, Długa, Hermana, Jagiellońska, Jagiełły, Jaśminowa, Jesionowa, Kasztanowa, Kątna, Krzywoustego, Lipowa, Łokietka, Marulewska od nr. 13 nieparzyste i od 22 parzyste, Tulipanowa, Konwaliowa, Ks. Dobromira Ziarniaka.
Miejscowości na obszarze parafii: Marulewy, Trzaski.